# Stichting Volkssterrenwacht Philippus Lansbergen
Stichting Volkssterrenwacht Philippus Lansbergen (SVPL) is een publiekssterrenwacht in Middelburg. De sterrenwacht werd opgericht in 1967 en is daarmee de oudste nog bestaande publiekssterrenwacht van Nederland.

## Naamgever
Volkssterrenwacht Philippus Lansbergen is genoemd naar de predikant, wiskundige, natuurkundige en astronoom Philippus Lansbergen. Lansbergen bracht een groot deel van zijn leven in Zeeland door en overleed in Middelburg.

## Geschiedenis[1]
In 1967 openden de deuren van Volkssterrenwacht Philippus Lansbergen aan de Herengracht in Middelburg. In die tijd was er mede door de maanlandingen van 1969 tot 1972 veel aandacht voor sterrenkunde en ruimtevaart. In 1972 betrok de sterrenwacht dan ook een groter gebouw: het oude zusterhuis op het Noord Bolwerk in Middelburg. Na een tweetal jaren van opknapwerk door de vrijwilligers van de sterrenwacht werd het gebouw op 7 september 1974 officieel geopend door Chriet Titulaer. Het aantal medewerkers in die periode groeide flink. Er werden veel waarneemacties op touw gezet en de cursussen sterrenkunde en lenzenslijpen werden goed bezocht.
Eind jaren 70 bleek het niet mogelijk om het gebouw, dat in een te slechte staat verkeerde, goed te blijven onderhouden en moest de sterrenwacht terug naar de Herengracht, waar die vandaag de dag nog altijd is. De verhuizing vond plaats in een periode waarin veel medewerkers Zeeland verlieten om te gaan studeren, waardoor de sterrenwacht vrij plotseling in zwaar weer terechtkwam. Het aantal medewerkers liep snel terug en nieuwe dienden zich toen nog niet aan.
Deze lastige tijden bleven voortduren tot de jaren 1990. Het bestuur werd toen uitgebreid met een aantal leden met nieuwe ideeën en relatief veel vrije tijd. Er werd veel tijd geïnvesteerd in het geven van lezingen en het opknappen van de klaslokalen. Nieuwe medewerkers meldden zich weer. Het werd uiteindelijk mogelijk werd om een compleet nieuw observatorium in de tuin van de sterrenwacht te realiseren. Dat observatorium werd op 8 mei 1999 officieel geopend door André Kuipers, die vijf jaar later de ruimte in zou gaan. In 2001 werd door toenemende lichtvervuiling het observatorium verplaatst naar Oostkapelle en een kleiner observatorium gerealiseerd in Middelburg. In 2009 zijn de observatoria toch weer van plaats gewisseld om het grotere observatorium in Middelburg te voorzien van een koepel en publiek beter van dienst te kunnen zijn op een heldere avond.
Door het vernieuwde aantal medewerkers en de vernieuwde aandacht in de lokale media kon de sterrenwacht steeds meer aan activiteiten gaan ontplooien. Zo werd in november 2005 een groots astronautensymposium gehouden in de Nieuwe Kerk in Middelburg. Daarbij vertelden astronauten Lodewijk van den Berg en André Kuipers aan ruim 600 bezoekers hoe hun afzonderlijke reizen waren.
Door de nieuwe aandacht is ook het aantal donateurs sinds de jaren 90 gestegen van 60 naar 600. Daarmee is de sterrenwacht een van de grotere volkssterrenwachten van Nederland.

### 400 jaar telescoop
Een absoluut hoogtepunt in de geschiedenis van Volkssterrenwacht Philippus Lansbergen is het jaar 2008. Het was toen precies 400 jaar geleden dat de telescoop in Middelburg werd uitgevonden. Een nieuw lokaal werd omgebouwd tot een permanente tentoonstellingsruimte over Hans Lipperhey, de uitvinder van de telescoop, en het verhaal van de uitvinding. Een internationaal wetenschappelijk congres werd in Middelburg gehouden, een populairwetenschappelijk symposium vond plaats in Middelburg en vele andere activiteiten werden gehouden. Ook werd een wandelroute uitgestippeld langs historische astronomische plekjes in Middelburg. Uiteindelijk bezochten in totaal meer dan 8500 mensen de sterrenwacht tijdens een van zijn activiteiten.

## De sterrenwacht nu
Volkssterrenwacht Philippus Lansbergen bouwt tegenwoordig op de inzet van een twintigtal actieve vrijwilligers. De sterrenwacht beschikt over een groot instrumentarium waarmee zo vaak mogelijk visueel of fotografisch wordt waargenomen. Zo heeft men de beschikking over drie observatoria waarvan één waarneemkoepel. Die is uitgerust met een 12 inch Schmidt-Cassegrain telescoop. Ook zijn er een planetarium, een tweetal lokalen met vaste exposities en één grote lezingzaal aanwezig. Daarnaast is er een radiotelescoop die volledig operationeel wordt gehouden door de jeugdmedewerkers van de sterrenwacht. Alle faciliteiten zijn iedere vrijdagavond geopend voor publiek.
Van activiteiten voor het publiek naast de reguliere vrijdagavond wordt men op de hoogte gehouden via de website, via Twitter en Facebook of, voor donateurs, via het kwartaalblad Observator. Dat blad bevat verder door de medewerkers van de sterrenwacht zelfgeschreven artikelen over allerhande onderwerpen in de sterrenkunde of ruimtevaart en door medewerkers genomen foto's van objecten aan de hemel.
Elk jaar in juli en augustus houdt de sterrenwacht de zogenaamde Zeeuwse Zonnige Zomeravonden. De sterrenwacht is dan een halfuur eerder dan gewoonlijk open voor publiek, zodat het publiek door speciale telescopen naar de zon kan kijken. Aansluitende lezingen worden daarna gehouden. Op een dergelijke avond trekt de sterrenwacht niet zelden zeventig bezoekers of meer.